# Lago Galenbeck
El lago Galenbeck (del alemán: Galenbecker See) es un pequeño lago en el Distrito de Mecklemburgo-Strelitz, Mecklenburg-Vorpommern, Alemania. Con una altitud de 9,6 m, su superficie es de 5,9 km².
El lago Galenbeck es, desde el 31 de julio de 1978, un sitio protegido por el Convenio de Ramsar (n.º 177) 53°38′N 013°44′E / 53.633, 13.733. La zona protegida abarca 1.015ha. Tiene una elevación de 9 m s. n. m. El lago tiene un litoral de cañaverales junto con una zona de turberas parcialmente boscosas. El lecho del lago apoya amplias comunidades de algas carofitas y proporciona el hábitat para varias especies de aves de paso y de críafor, una fauna de invertebrados diversa y nutrias. Los humanos drenaron las turberas y se ha practicado una agricultura intensiva que se sigue practicando. Se mantienen dos estaciones de campo y un sendero natural con facilidades interpretativas.